# Thực hành nông nghiệp tốt
Quy trình thực hành sản xuất nông nghiệp tốt (tiếng Anh: Good Agricultural Practices, viết tắt: GAP) là những phương pháp cụ thể, áp dụng vào sản xuất nông nghiệp, sản xuất thực phẩm cho người tiêu dùng hoặc chế biến tiếp được an toàn và hợp vệ sinh. Trong khi có rất nhiều định nghĩa cạnh tranh với của những gì các phương pháp tạo thực hành nông nghiệp tốt có một số phương án chấp nhận rộng rãi rằng các nhà sản xuất có thể tuân theo.

## FAO GAP
Tổ chức Nông Lương Liên Hợp Quốc (FAO) sử dụng GAP như một tập hợp các nguyên tắc áp dụng cho các quá trình sản xuất nông nghiệp và sau sản xuất, nhằm tạo ra thực phẩm và sản phẩm nông nghiệp phi thực phẩm an toàn và hợp vệ sinh, đồng thời có tính bền vững về kinh tế, xã hội và môi trường.
GAP có thể được áp dụng cho một loạt các hệ thống canh tác và ở các quy mô khác nhau. Chúng được áp dụng thông qua các phương pháp nông nghiệp bền vững.
GAP đòi hỏi phải duy trì một cơ sở dữ liệu chung về kỹ thuật sản xuất tích hợp cho từng vùng sinh thái nông nghiệp lớn, do đó để thu thập, phân tích và phổ biến thông tin về thực hành tốt trong những bối cảnh địa lý có liên quan.

## Chương trình GAP/GHP của Bộ Nông nghiệp Mỹ
Bộ Nông nghiệp Mỹ hiện đang duy trì một chương trình kiểm tra / chứng nhận để xác minh rằng các trang trại sử dụng thực hành nông nghiệp tốt và/hoặc thực hành xử lý tốt. Đây là một chương trình tình nguyện được triển khai bởi những người trồng và đóng gói nông sản nhằm đáp ứng yêu cầu của những nhà bán lẻ và chế biến nông sản. Chương trình được triển khai năm 2002 sau khi Bộ Nông nghiệp New Jersey Kiến nghị Bộ Ngông nghiệp Mỹ tiến hành một cuộc kiểm tra dựa trên chương trình xác minh sự phù hợp với "Hướng dẫn để giảm thiểu vi khuẩn nguy hại đối với an toàn thực phẩm, hoa quả và rau tươi" năm 1998 của FDA.
Chương trình đã được cập nhật nhiều lần kể từ năm 2002, và bao gồm các chương trình chứng chỉ bổ sung chẳng hạn như các chương trình đánh giá chuyên biệt hàng hóa cho nấm, cà chua, rau lá xanh và dưa đỏ. Năm 2009, Bộ Nông nghiệp Mỹ tham gia GAPs Harmonization Initiative với "harmonized" 14 chuẩn mực kiểm tra của North American GAP, dẫn đến việc công bố và thực hiện Produce GAPs Harmonized Food Safety Standard năm 2011.

## Các khu vực khác
GAP được phổ biến và được áp dụng tại nhiều quốc gia trên thế giới, và qua đó nhiều quy chuẩn GAP phù hợp với từng khu vực cũng được đưa ra, ví dụ như JGAP của Nhật Bản, ASEAN-GAP của khu vực Asean...